# Морозов, Вадим Геннадьевич
Вади́м Генна́дьевич Моро́зов (7 августа 1967, Новокузнецк, СССР — 11 сентября 2002, Новокузнецк, Россия) — советский и российский хоккеист, нападающий. Бронзовый призёр чемпионата России 2000 года. Мастер спорта международного класса. Практически всю карьеру провёл в составе новокузнецкого «Металлурга». Из 15 сезонов, проведённых за новокузнецкий клуб, в шести являлся капитаном команды. Признан одним из лучших нападающих в истории новокузнецкого хоккея.

## Биография
Воспитанник новокузнецкого «Металлурга». В хоккей его привёл отец Геннадий Морозов — известный в Кемеровской области борец. В 17 лет нападающий, воспитанный Анатолием Окишевым, дебютировал в составе основной команды. Молодой игрок очень старался оправдать доверие возглавлявшего на то время «Металлург» Владимира Голева, не раз забивая решающие голы. В 1986 году Морозов был призван в армию на двухлетнюю срочную службу, которую провёл, играя в составе новосибирского СКА.
После возвращения в Новокузнецк Морозов стал лидером команды. В начале 1990-х ему поступало множество предложений из сильнейших клубов страны, однако уезхать из родного города Морозов не решился. В это же время Морозова приглашали в составе сборных России на различные турниры. В 1992 году он в составе олимпийской сборной России стал обладателем Приза «Известий».
В 1994 году Морозов был назначен капитаном «Металлурга», которым он остался до своего последнего матча в составе клуба. В сезоне 1994/95 отыграл в Финляндии два месяца в составе клуба «Спорт». После сезона 1996/97 хотел завершить карьеру, но передумал, и, продолжил оставаться капитаном в родном клубе. Уже через год Морозов вместе с командой завоевал малые серебряные медали, заняв второе место по итогам регулярного чемпионата. Его связка с нападающим Павлом Агарковым при этом считалась одной из ударных в лиге. В своём последнем сезоне Морозов помог «Металлургу» достичь главного достижения клуба в истории — бронзовых медалей чемпионата страны.
Несмотря на успех, по окончании сезона Морозов покинул «Металлург». В клубе после завершения сезона 1999/2000 сменилось руководство и тренерский штаб, которые не рассчитывали на Морозова. В сентябре 2000 года нападающий должен был подписать контракт со «Спартаком», но уезжать из родного города, играть вдали от семьи и близких, по словам игрока, было выше сил. Оставшись без команды, Морозов пробовал себя на других поприщах,[уточнить] но успехов не достиг. Морозов до последнего хотел вернуться на лёд в составе родного клуба, однако отношения с новым главным тренером «Металлурга» Андреем Сидоренко были натянутыми. Доходило до того, что нападающего не пускали даже тренироваться с фарм-клубом. Из-за этого Морозов практически перестал появляться на публике. Причиной завершения карьеры Морозовым была названа болезнь хоккеиста.

## Стиль игры
Вадима Морозова всегда отличали бойцовские качества, голевое чутьё, а также очень техничная игра в атаке. Он отличался большой самоотдачей и выходил на лёд с запредельным настроем. Он являлся настоящим лидером и капитаном «Металлурга». По мнению многолетнего партнёра Морозова по клубу Юрия Зуева: «Вадим был отличным хоккеистом и классным парнем. В то время команда сильно зависела от того, как он сыграет».

## Смерть
Вадим Морозов скончался 11 сентября 2002 года в Новокузнецке на 35-м году жизни от рака желудка. Спровоцировать опухоль могло то обстоятельство, что Морозов употреблял наркотики. Похороны были отложены на один день, чтобы проститься с Морозовым успела и команда «Металлург», которая в тот момент была на выездной серии. Церемония прощания состоялась 14 сентября. Гроб с телом хоккеиста несли его бывшие одноклубники.
Похоронен на Редаковском кладбище, рядом с отцом Геннадием, который скончался за несколько месяцев до смерти сына. В честь Вадима Морозова во Дворце спорта кузнецких металлургов — домашней арене «Металлурга» — был поднят игровой свитер с номером 23.

## Статистика
| Легенда | Легенда                    | Легенда | Легенда                   | Легенда | Легенда    |
| ------- | -------------------------- | ------- | ------------------------- | ------- | ---------- |
| И       | Количество проведённых игр | Штр     | Штрафное время            | +/−     | Плюс-минус |
| Г       | Голы                       | П       | Голевые передачи          | О       | Очки       |
| -       | Статистика неизвестна      | —       | Статистика не учитывалась |         |            |

### Клубная
- a В «Регулярном сезоне» учитывается статистика игрока совместно с Квалификационным турниром.
- b В «Регулярном сезоне» учитывается статистика игрока совместно с Переходным турниром.

- Статистика приведена по данным сайтов r-hockey.ru, Eliteprospects.com и Хоккейные архивы.

## Достижения
Командные
| Год  | Команда               | Достижение                         | Достижение |
| ---- | --------------------- | ---------------------------------- | ---------- |
| 2000 | Металлург Новокузнецк | Бронзовый призёр чемпионата России | [ 7 ]      |

### Комментарии
1. ↑  В начале карьеры в нескольких источниках указывается как Владислав.